# کاربامات آمونیوم
کاربامات آمونیوم (انگلیسی: Ammonium carbamate) نوعی ترکیب معدنی به شکل یک جامد سفید بسیار محلول در آب است که از واکنش آمونیاک با کربن دی‌اکسید به دست می آید.